# Hobey Baker Memorial Award
Hobey Baker Memorial Award je každoročně udělovaná trofej pro nejlepšího hráče amerického univerzitního hokejového mužstva. Tato trofej byla pojmenována po Hobey Bakerovi, který hrál lední hokej v letech 1913–1916 a od roku 1945 je členem Hokejové síně slávy. Mezi nejúspěšnější držitele patří například Paul Kariya, z novodobé historie mimo jiné Johnny Gaudreau, Jack Eichel nebo Cale Makar.

## Přehled vítězů
| Rok  | Držitel           | Pozice          | Univerzita                         |
| ---- | ----------------- | --------------- | ---------------------------------- |
| 1981 | Neal Broten       | střední útočník | University of Minnesota            |
| 1982 | George McPhee     | levé křídlo     | Bowling Green State University     |
| 1983 | Mark Fusco        | obránce         | Harvardova univerzita              |
| 1984 | Tom Kurvers       | obránce         | University of Minnesota Duluth     |
| 1985 | Bill Watson       | pravé křídlo    | University of Minnesota Duluth     |
| 1986 | Scott Fusco       | střední útočník | Harvardova univerzita              |
| 1987 | Tony Hrkac        | střední útočník | University of North Dakota         |
| 1988 | Robb Stauber      | brankář         | University of Minnesota            |
| 1989 | Lane MacDonald    | levé křídlo     | Harvardova univerzita              |
| 1990 | Kip Miller        | střední útočník | Michigan State University          |
| 1991 | David Emma        | střední útočník | Boston College                     |
| 1992 | Scott Pellerin    | levé křídlo     | University of Maine                |
| 1993 | Paul Kariya       | levé křídlo     | University of Maine                |
| 1994 | Chris Marinucci   | levé křídlo     | University of Minnesota Duluth     |
| 1995 | Brian Holzinger   | střední útočník | Bowling Green State University     |
| 1996 | Brian Bonin       | střední útočník | University of Minnesota            |
| 1997 | Brendan Morrison  | střední útočník | Michiganská univerzita             |
| 1998 | Chris Drury       | levé křídlo     | Bostonská univerzita               |
| 1999 | Jason Krog        | střední útočník | University of New Hampshire        |
| 2000 | Mike Mottau       | obránce         | Boston College                     |
| 2001 | Ryan Miller       | brankář         | Michigan State University          |
| 2002 | Jordan Leopold    | obránce         | University of Minnesota            |
| 2003 | Peter Sejna       | levé křídlo     | Colorado College                   |
| 2004 | Junior Lessard    | pravé křídlo    | University of Minnesota Duluth     |
| 2005 | Marty Sertich     | střední útočník | Colorado College                   |
| 2006 | Matt Carle        | obránce         | University of Denver               |
| 2007 | Ryan Duncan       | levé křídlo     | University of North Dakota         |
| 2008 | Kevin Porter      | střední útočník | Michiganská univerzita             |
| 2009 | Matt Gilroy       | obránce         | Bostonská univerzita               |
| 2010 | Blake Geoffrion   | střední útočník | University of Wisconsin            |
| 2011 | Andy Miele        | útočník         | Miami University                   |
| 2012 | Jack Connolly     | střední útočník | University of Minnesota Duluth     |
| 2013 | Drew LeBlanc      | střední útočník | St. Cloud State University         |
| 2014 | Johnny Gaudreau   | levé křídlo     | Boston College                     |
| 2015 | Jack Eichel       | střední útočník | Bostonská univerzita               |
| 2016 | Jimmy Vesey       | levé křídlo     | Harvardova univerzita              |
| 2017 | Will Butcher      | obránce         | University of Denver               |
| 2018 | Adam Gaudette     | střední útočník | Northeastern University            |
| 2019 | Cale Makar        | obránce         | University of Massachusetts        |
| 2020 | Scott Perunovich  | obránce         | University of Minnesota Duluth     |
| 2021 | Cole Caufield     | pravé křídlo    | Wisconsinská univerzita v Madisonu |
| 2022 | Dryden McKay      | brankář         | University of Minnesota            |
| 2023 | Adam Fantilli     | střední útočník | Michiganská univerzita             |
| 2024 | Macklin Celebrini | střední útočník | Bostonská univerzita               |